# Ga Tuấn Lương
Ga Tuấn Lương là một nhà ga xe lửa tại xã Lương Tài huyện Văn Lâm, tỉnh Hưng Yên. Nhà ga là một điểm của đường sắt Hà Nội - Hải Phòng và nối với ga Lạc Đạo với ga Cẩm Giàng.